# Brachychiton xanthophyllus
Brachychiton xanthophyllus är en malvaväxtart som beskrevs av G.P. Guymer. Brachychiton xanthophyllus ingår i släktet Brachychiton och familjen malvaväxter. Inga underarter finns listade i Catalogue of Life.